# Lijst van personen overleden in januari 2016
Dit is een lijst van bekende personen die zijn overleden in januari 2016.

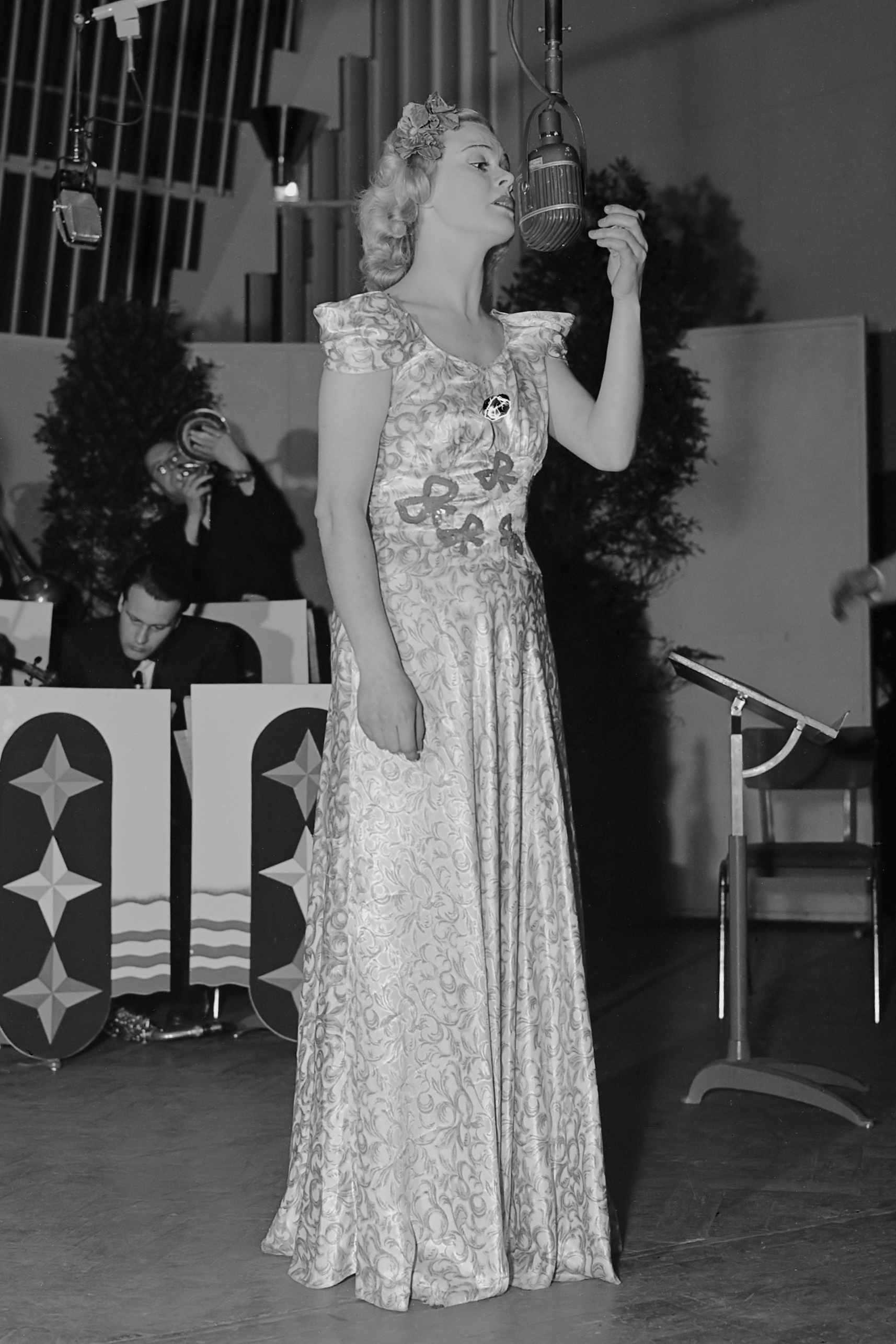
Annie de Reuver
1 januari

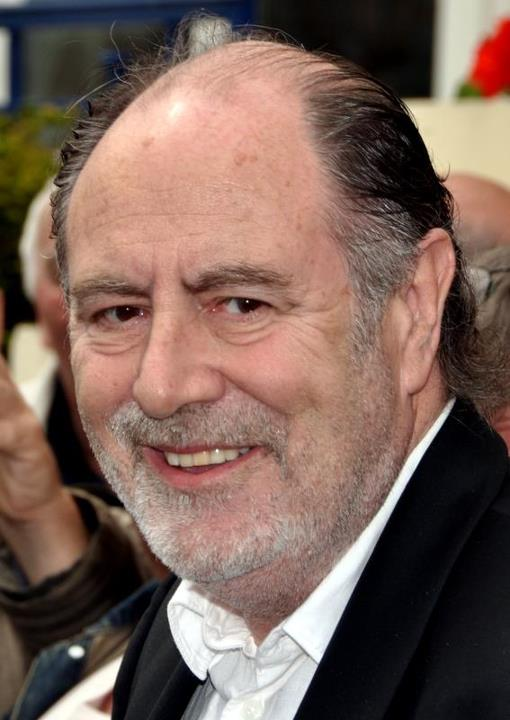
Michel Delpech
2 januari

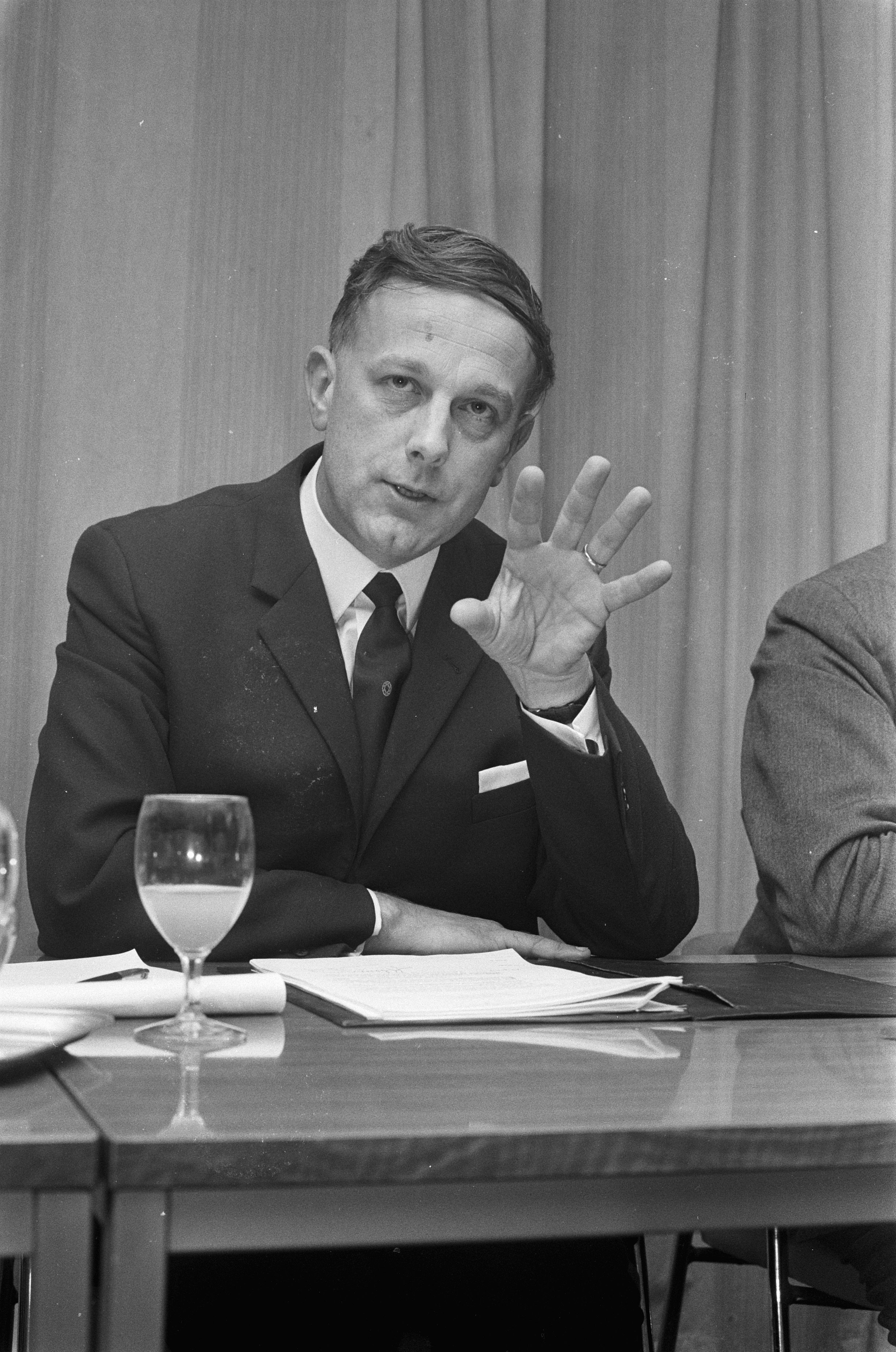
Piet Steenkamp
8 januari

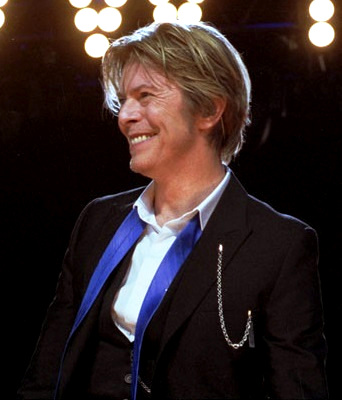
David Bowie
10 januari

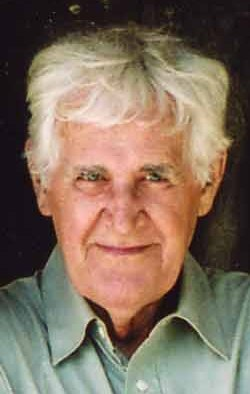
Cornelis Zitman
10 januari

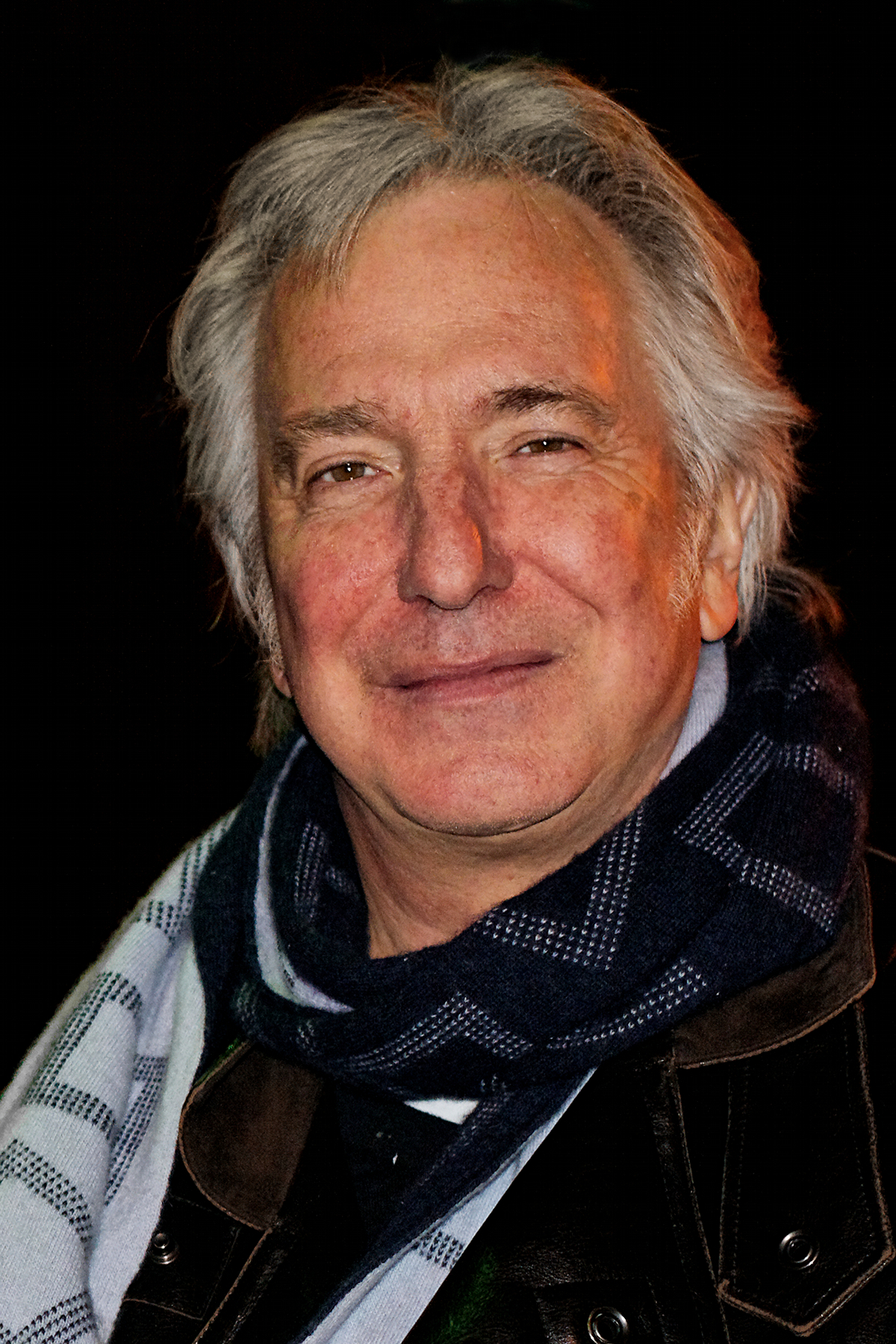
Alan Rickman
14 januari

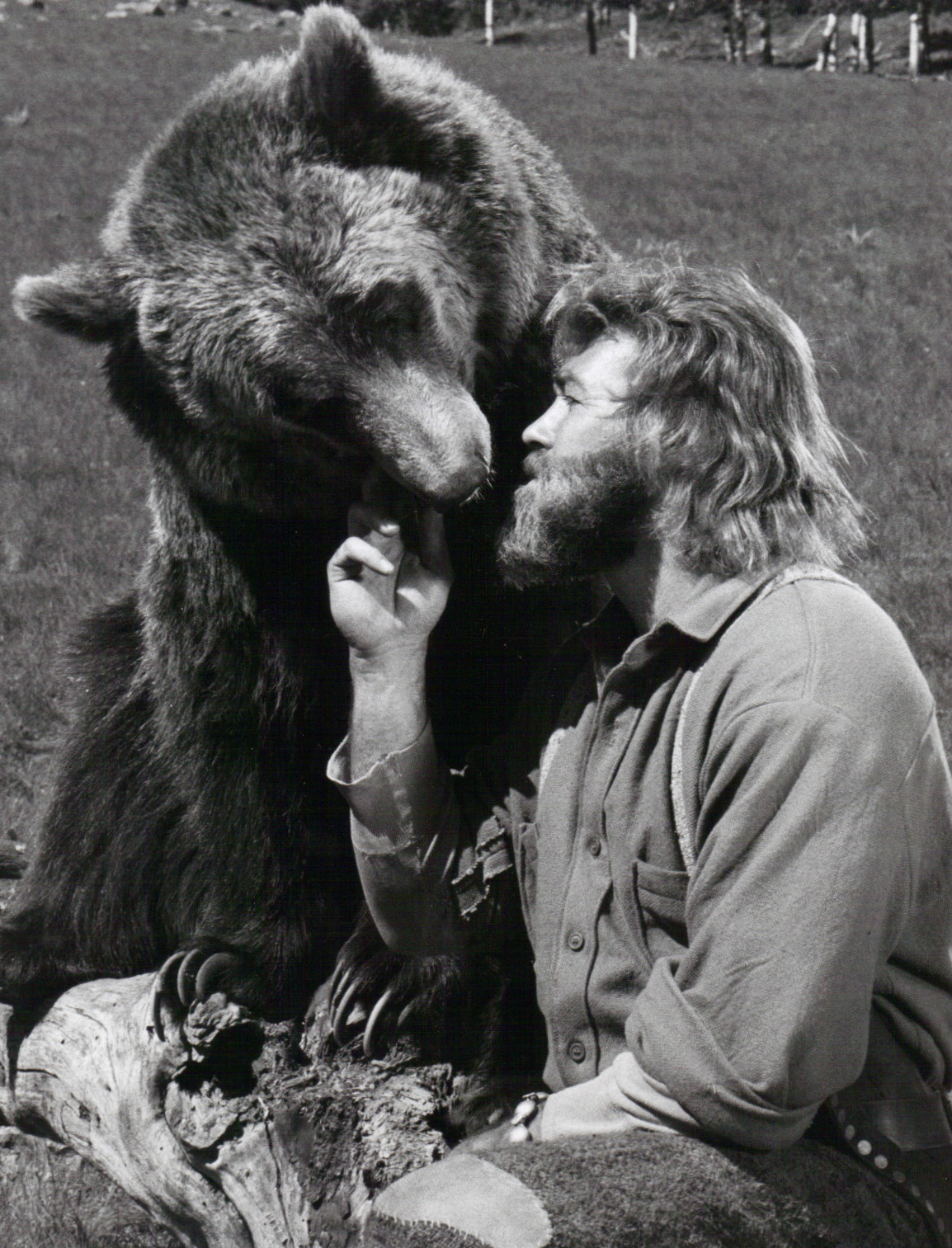
Dan Haggerty
15 januari

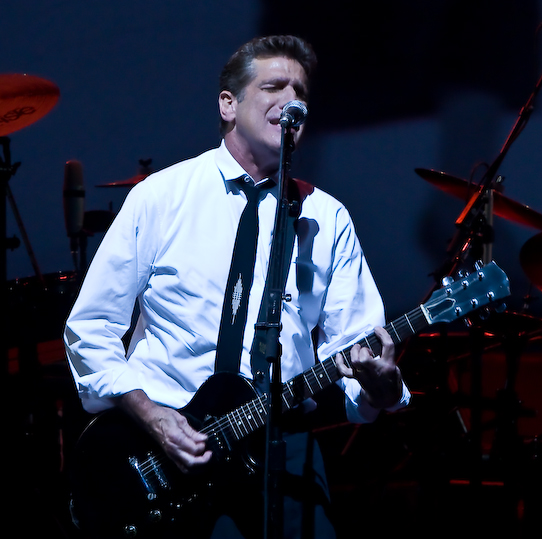
Glenn Frey
18 januari

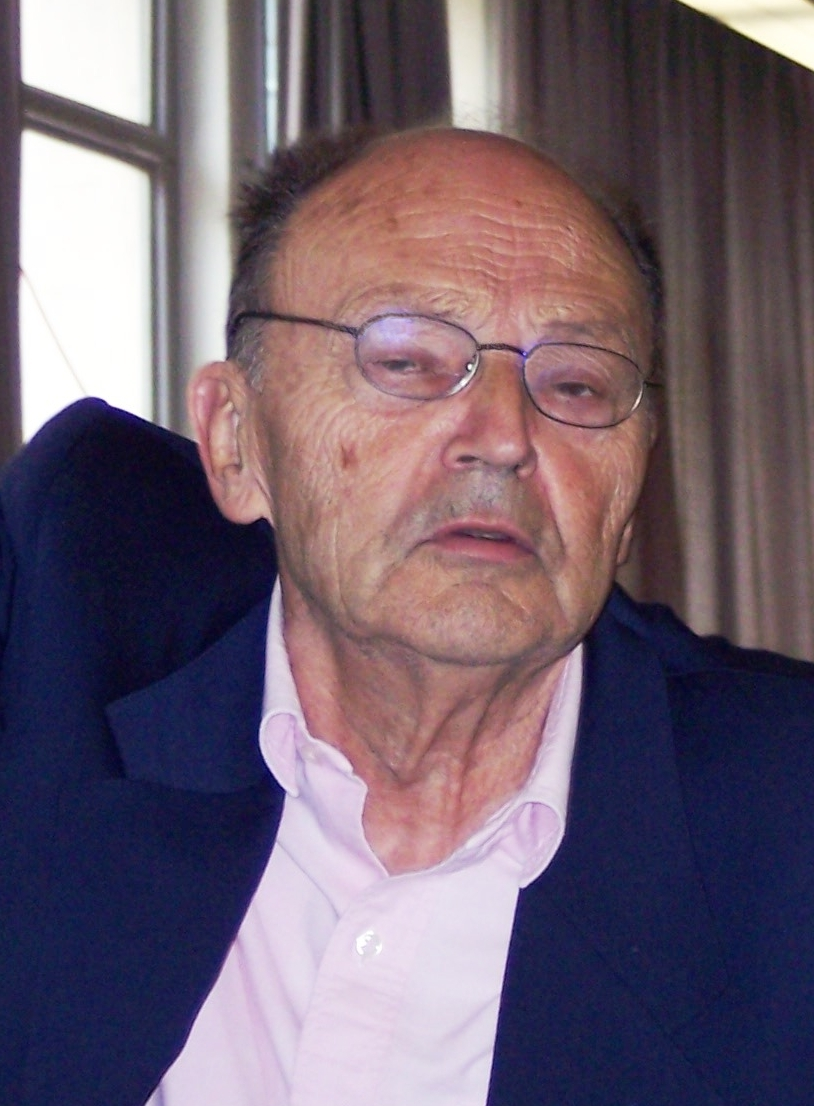
Michel Tournier
18 januari

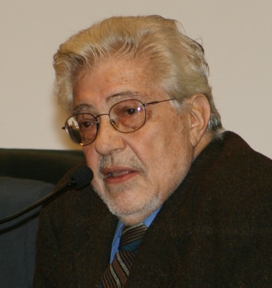
Ettore Scola
19 januari

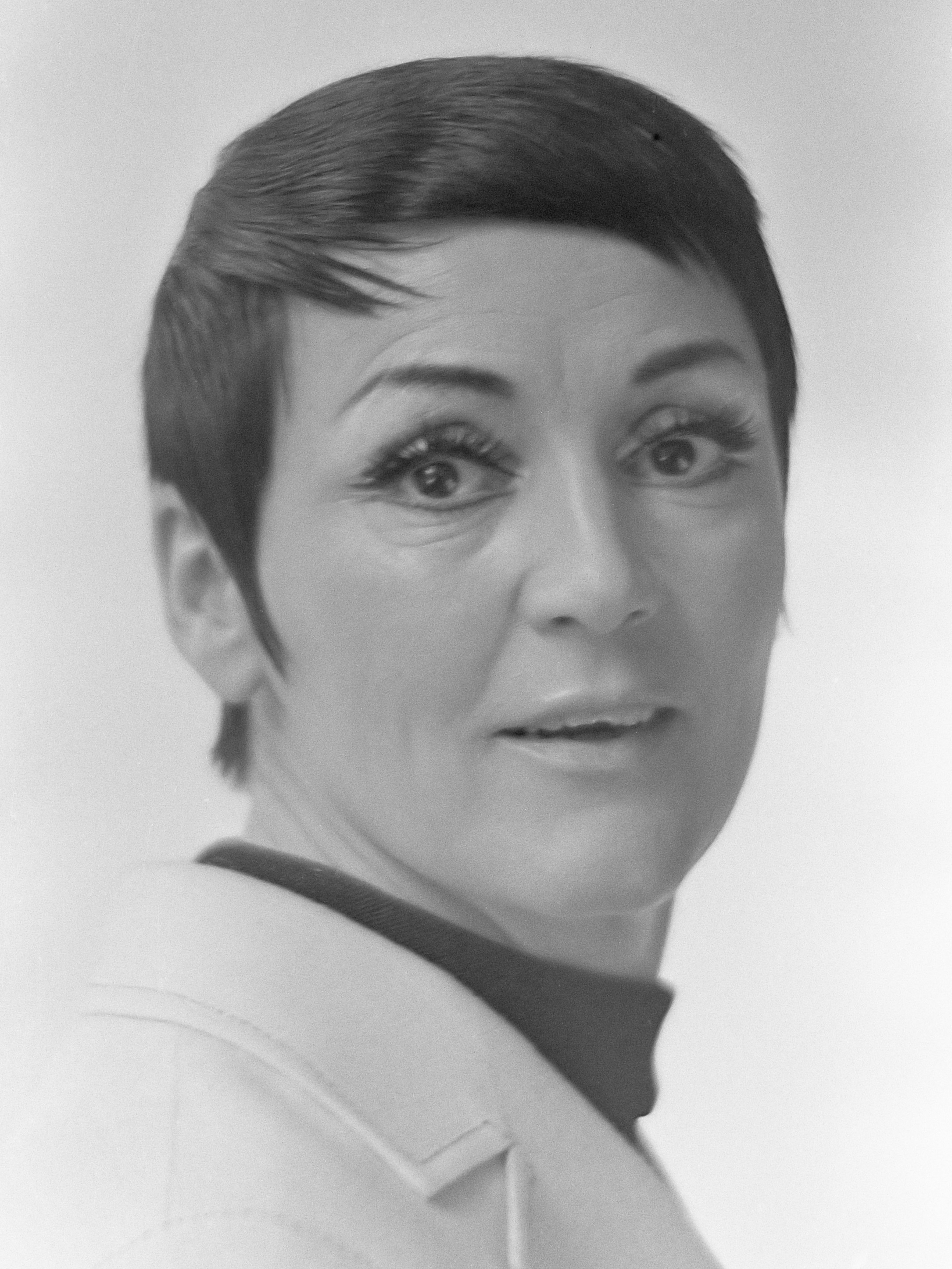
Zwarte Riek
21 januari

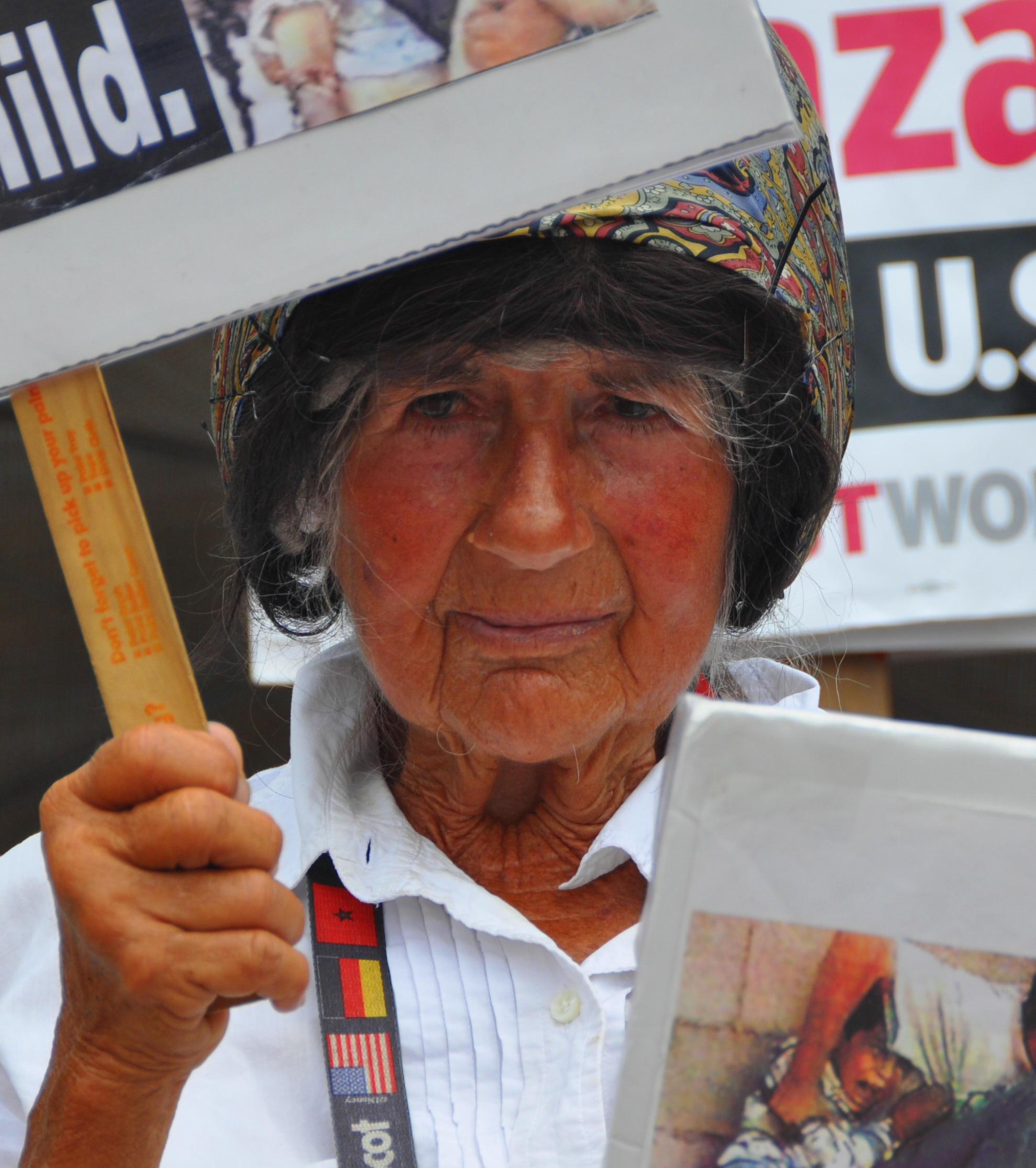
Concepción Picciotto
25 januari

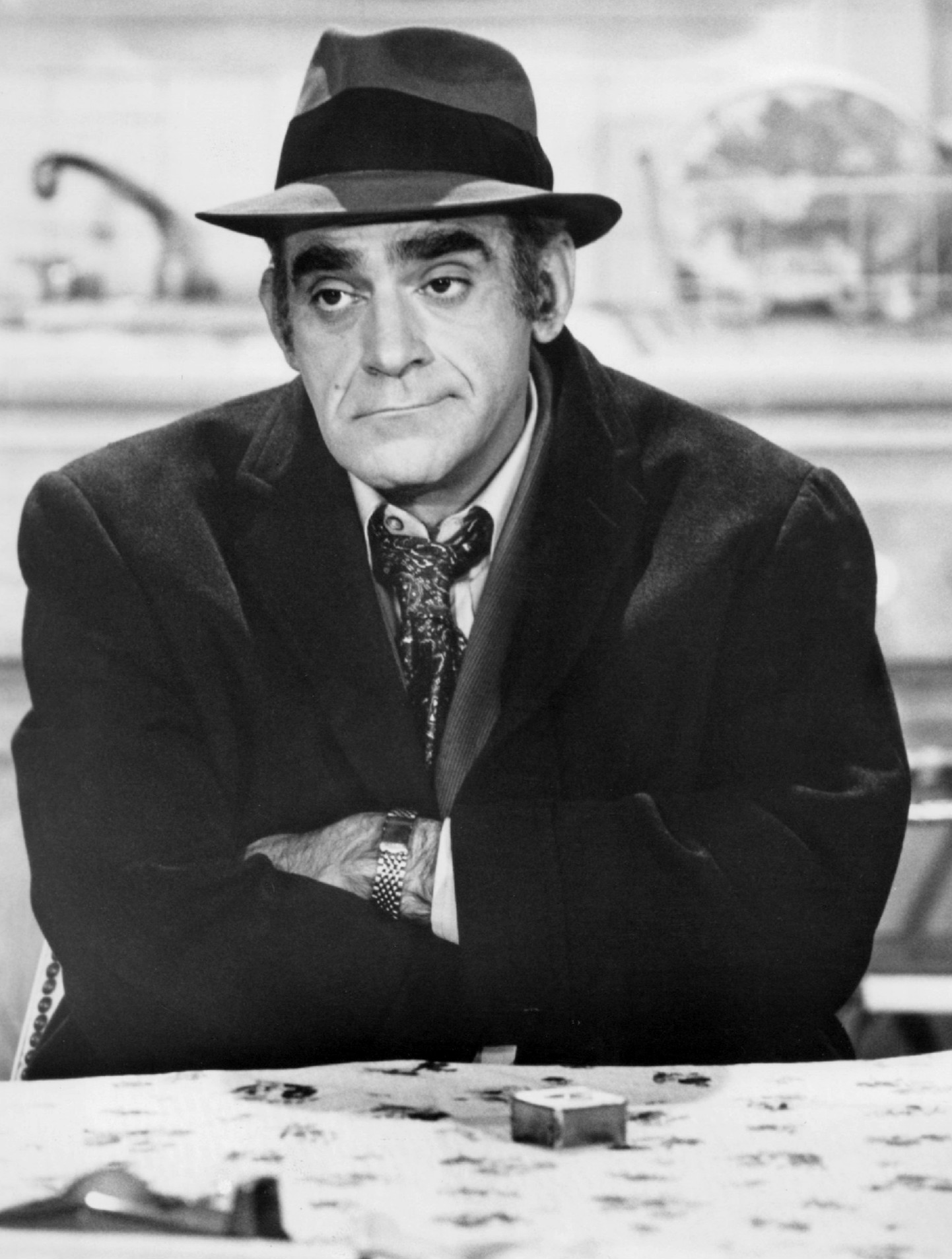
Abe Vigoda
26 januari

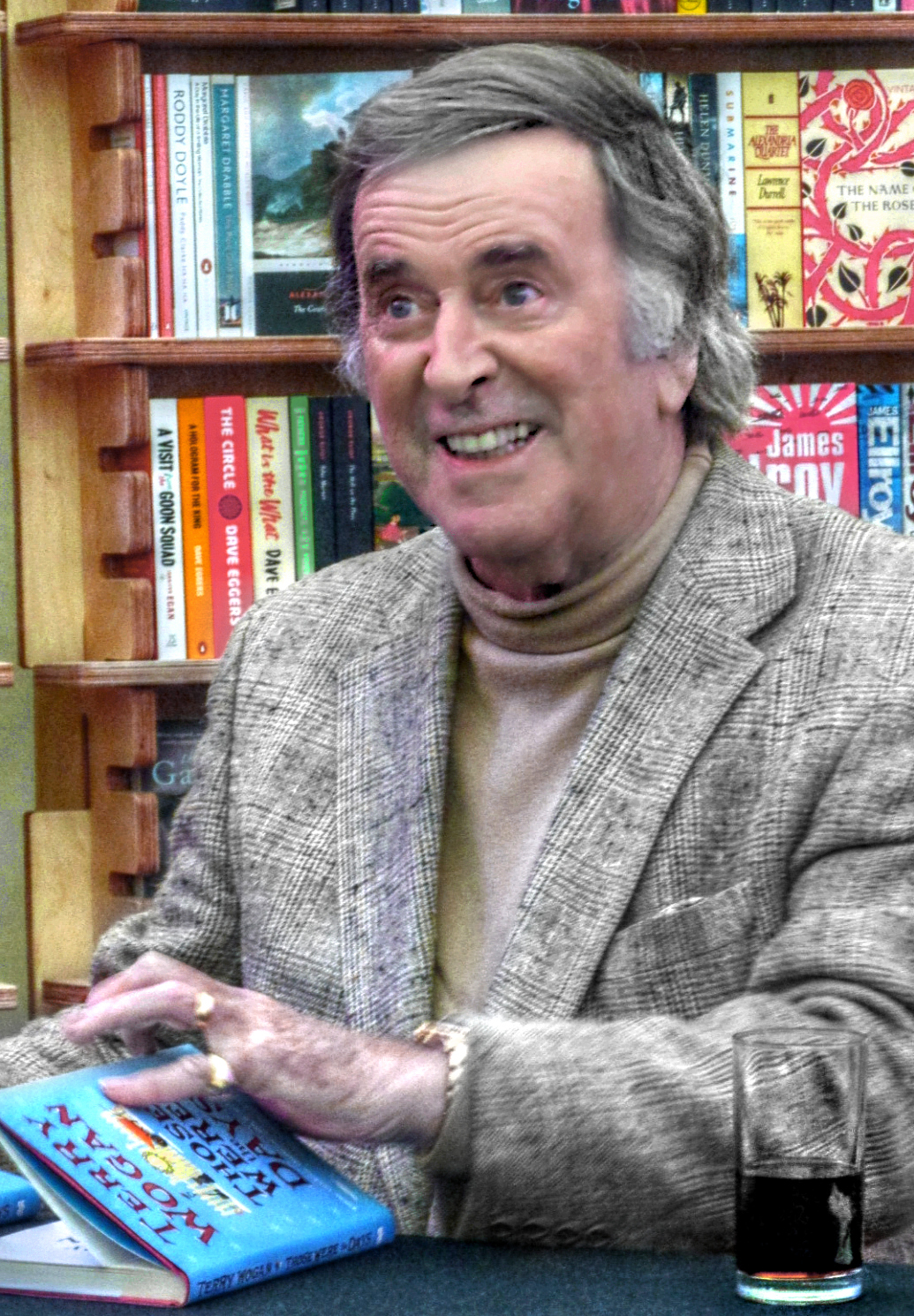
Terry Wogan
31 januari

| 1 | 2 | 3 | 4 | 5 | 6 | 7 | 8 | 9 | 10 | 11 | 12 | 13 | 14 | 15 | 16 | 17 | 18 | 19 | 20 | 21 | 22 | 23 | 24 | 25 | 26 | 27 | 28 | 29 | 30 | 31 |
| - | - | - | - | - | - | - | - | - | -- | -- | -- | -- | -- | -- | -- | -- | -- | -- | -- | -- | -- | -- | -- | -- | -- | -- | -- | -- | -- | -- |

### 1 januari
- Fazu Alijeva (83), Russisch schrijfster en journaliste[1]
- Gilbert Kaplan (74), Amerikaans dirigent, journalist en uitgever[2]
- Annie de Reuver (98), Nederlands zangeres[3]
- Vilmos Zsigmond (85), Hongaars cameraregisseur[4]

### 2 januari
- Mieke Andela-Baur (92), Nederlands politica[5]
- Marcel Barbeau (90), Canadees beeldhouwer en kunstschilder[6]
- Michel Delpech (69), Frans zanger[7]
- Nimr al-Nimr (56), Saoedisch geestelijke[8]

### 3 januari
- Klaas Bakker (89), Nederlands voetballer[9]
- Paul Bley (83), Canadees pianist[10]
- Amby Fogarty (82), Iers voetballer en voetbaltrainer[11]
- Cristina Grado (76), Italiaans actrice[12]
- Peter Naur (87), Deens computerwetenschapper[13]
- Jerry Rix (68), Nederlands zanger[14]
- Sante de Santis (50), Italiaans televisiekok en kookboekenschrijver[15]
- Frans Winkel (89), Nederlands burgemeester[16]
- Johan Wolder (93), Nederlands hoorspelacteur en -regisseur[17]

### 4 januari
- Jean-Pierre Cometti (71), Frans filosoof en uitgever[18]
- Michel Galabru (93), Frans acteur[19]
- John Roberts (69), Welsh voetballer[20]
- Robert Stigwood (81), Australisch muziekproducent[21]
- André Turcat (94), Frans testpiloot en politicus[22]

### 5 januari
- Pierre Boulez (90), Frans componist en dirigent[23]
- Nicholas Caldwell (71), Amerikaans zanger[24]
- Ted Felen (84), Nederlands beeldend kunstenaar[25]
- Tancrède Melet (32), Frans stuntman[26]
- Anatoli Rosjtsjin (83), Russisch worstelaar[27]

### 6 januari
- Pat Harrington jr. (86), Amerikaans acteur[28]
- Christy O'Connor jr. (67), Iers golfprofessional[29]
- Silvana Pampanini (90), Italiaans actrice[30]
- Roland Peugeot (89), Frans industrieel[31]
- Yves Vincent (94), Frans acteur[32]

### 7 januari
- André Courrèges (92), Frans modeontwerper[33]
- Joaquín Gamboa Pascoe (93), Mexicaans vakbondsleider en politicus[34]
- Robert Goossens (88), Frans edelsmid[35]
- Kitty Kallen (94), Amerikaans zangeres[36]
- Richard Libertini (82), Amerikaans acteur[37]
- Ashraf Pahlavi (96), Perzisch prinses[38]
- Troy Shondell (76), Amerikaans zanger[39]

### 8 januari
- Otis Clay (73), Amerikaans zanger[40]
- Piet Steenkamp (90), Nederlands politicus[41]

### 9 januari
- Maria Teresa de Filippis (89), Italiaans autocoureur[42]
- Louis Peter Grijp (61), Nederlands musicoloog en luitspeler[43]
- Angus Scrimm (89), Amerikaans acteur[44]
- Ed Stewart (74), Brits diskjockey en televisiepresentator[45]
- Jānis Vaišļa (46), Lets muzikant[46]

### 10 januari
- Abbas Bahri (61), Tunesisch wiskundige[47]
- Wim Bleijenberg (85), Nederlands voetballer[48]
- David Bowie (69), Brits musicus, zanger, acteur en kunstenaar[49]
- Bård Breivik (67), Noors beeldhouwer en installatiekunstenaar[50]
- George Jonas (80), Canadees schrijver en journalist[51]
- Cornelis Zitman (89), Nederlands beeldhouwer[52]

### 11 januari
- Jan Corduwener (77), Nederlands impresario en directeur[53]
- David Margulies (78), Amerikaans acteur[54]
- Gunnel Vallquist (97), Zweeds schrijfster en critica[55]

### 12 januari
- Ruth Leuwerik (91), Duits actrice[56]
- Meg Mundy (101), Brits-Amerikaans actrice[57]

### 13 januari
- Brian Bedford (80), Amerikaans-Canadees acteur[58]
- Conrad Phillips (90), Brits acteur[59]
- Vladimir Pribylovsky (59), Russisch politicoloog en journalist[60]

### 14 januari
- René Angélil (73), Canadees zanger en manager[61]
- Franco Citti (80), Italiaans acteur[62]
- Alan Rickman (69) Brits acteur[63]
- Shaolin Shaolin (44), Braziliaans komiek[64]
- Leonid Zjabotinski (77), Russisch gewichtheffer[65]

### 15 januari
- Aristide von Bienefeldt (56), Nederlands schrijver[66]
- Dan Haggerty (74), Amerikaans acteur[67]
- Manuel Velázquez (72), Spaans voetballer[68]

### 16 januari
- Joannis Avramidis (93), Grieks-Oostenrijks beeldhouwer[69]
- Hubert Giraud (95), Frans componist en tekstschrijver[70]

### 17 januari
- Dale Griffin (67), Brits drummer[71]
- Gottfried Honegger (98), Zwitsers schilder, beeldhouwer en graficus[72]
- Clarence Reid (76), Amerikaans rapper[73]
- Angus Ross (62), Brits darter[74]
- John Taihuttu (61), Nederlands voetballer[75]

### 18 januari
- Glenn Frey (67), Amerikaans gitarist en singer-songwriter[76]
- Mike MacDowel (83), Brits autocoureur[77]
- Else Marie Pade (91), Deens componiste[78]
- Michel Tournier (91), Frans schrijver[79]

### 19 januari
- Niek de Boer (91), Nederlands stedenbouwkundige[80]
- Jack Feierman (91), Amerikaans trompettist en musicalregisseur[81]
- Joachim Fernandez (43), Senegalees-Frans voetballer[82]
- Yasutaro Koide (112), Japans supereeuweling en oudst levende man ter wereld[83]
- Max Nijman (74), Surinaams zanger[84]
- Ettore Scola (84), Italiaans regisseur[85]
- Nelly Stienstra (69), Nederlands taalkundige[86]

### 20 januari
- Edmonde Charles-Roux (95), Frans schrijfster[87]
- Roger Claeys (91), Belgisch voetballer[88]
- David G. Hartwell (74), Amerikaans redacteur en uitgever[89]
- Sieto Hoving (91), Nederlands cabaretier[90]
- Thom Mercuur (75), Nederlands kunstverzamelaar en museumdirecteur[91]
- Chang Yung-fa (88), Taiwanees ondernemer[92]

### 21 januari
- Willem Dolphyn (80), Belgisch kunstschilder[93]
- Cor Hendriks (81), Nederlands voetballer en voetbalelftalbegeleider[94]
- Rika Jansen (Zwarte Riek) (91), Nederlands zangeres[95]
- Bill Johnson (55), Amerikaans alpineskiër[96]
- Robert Sassone (37), Frans wielrenner[97]

### 22 januari
- Tommy Bryceland (76), Schots voetballer[98]

### 23 januari
- Denise Duval (94), Frans sopraanzangeres[99]

### 24 januari
- Jimmy Bain (68), Brits basgitarist[100]
- Yvonne Chouteau (86), Amerikaans ballerina[101]
- Constantijn Kortmann (71), Nederlands jurist en hoogleraar[102]
- Schalk van der Merwe (54), Zuid-Afrikaans tennisser[103]
- Marvin Minsky (88), Amerikaans wetenschapper op het gebied van kunstmatige intelligentie[104]
- Wim Mook (83), Nederlands hoogleraar[105]
- Henry Worsley (55), Brits ontdekkingsreiziger[106]

### 25 januari
- Concepción Picciotto (80), Amerikaans vredesactiviste[107]

### 26 januari
- Black (53), Brits zanger en songwriter[108]
- Tommy Kelly (90), Amerikaans acteur[109]
- Yvonne de Nijs (72), Nederlands zangeres[110]
- Abe Vigoda (94), Amerikaans acteur[111]

### 27 januari
- Peter Baker (84), Brits voetballer[112]
- Wim Coremans (77), Belgisch voetballer[113]
- Artur Fischer (96), Duits uitvinder[114]
- Carlos Loyzaga (85), Filipijns basketbalspeler en -coach[115]
- Jean-Louis Martinoty (70), Frans operaregisseur, schrijver en essayist[116]

### 28 januari
- Signe Anderson (74), Amerikaans rockzangeres[117]
- Aleš Debeljak (54), Sloveens schrijver[118]
- Paul Kantner (74), Amerikaans rockgitarist en -zanger[119]

### 29 januari
- Mientje ten Dam-Pooters (99), Nederlands verzetsstrijdster[120]
- Cyril Detremmerie (30), Belgisch voetballer[121]
- Gordon Goody (86), Brits crimineel[122]
- Aurèle Nicolet (90), Zwitsers fluitist en muziekpedagoog[123]
- Jacques Rivette (87), Frans filmregisseur[124]
- Achim Soltau (77), Duits schaker[125]

### 30 januari
- Frank Finlay (89), Brits acteur[126]
- Francisco Flores (56), Salvadoraans president[127]

### 31 januari
- Benoît Violier (44), Frans-Zwitsers chef-kok[128]
- Terry Wogan (77), Iers-Brits presentator[129]
- Elizabeth Eisenstein (92), Amerikaans historicus[130]

### Datum onbekend
- Richard Klinkhamer (78), Nederlands schrijver en moordenaar (bekendgemaakt op 21 januari 2016)[131]

januari ·
februari ·
maart ·
april ·
mei ·
juni ·
juli ·
augustus ·
september ·
oktober ·
november ·
december
1900 ·
1901 ·
1902 ·
1903 ·
1904 ·
1905 ·
1906 ·
1907 ·
1908 ·
1909 ·
1910 ·
1911 ·
1912 ·
1913 ·
1914 ·
1915 ·
1916 ·
1917 ·
1918 ·
1919 ·
1920 ·
1921 ·
1922 ·
1923 ·
1924 ·
1925 ·
1926 ·
1927 ·
1928 ·
1929 ·
1930 ·
1931 ·
1932 ·
1933 ·
1934 ·
1935 ·
1936 ·
1937 ·
1938 ·
1939 ·
1940 ·
1941 ·
1942 ·
1943 ·
1944 ·
1945 ·
1946 ·
1947 ·
1948 ·
1949 ·
1950 ·
1951 ·
1952 ·
1953 ·
1954 ·
1955 ·
1956 ·
1957 ·
1958 ·
1959 ·
1960 ·
1961 ·
1962 ·
1963 ·
1964 ·
1965 ·
1966 ·
1967 ·
1968 ·
1969 ·
1970 ·
1971 ·
1972 ·
1973 ·
1974 ·
1975 ·
1976 ·
1977 ·
1978 ·
1979 ·
1980 ·
1981 ·
1982 ·
1983 ·
1984 ·
1985 ·
1986 ·
1987 ·
1988 ·
1989 ·
1990 ·
1991 ·
1992 ·
1993 ·
1994 ·
1995 ·
1996 ·
1997 ·
1998 ·
1999 ·
2000 ·
2001 ·
2002 ·
2003 ·
2004 ·
2005 ·
2006 ·
2007 ·
2008 ·
2009 ·
2010 ·
2011 ·
2012 ·
2013 ·
2014 ·
2015 ·
2016 ·
2017 ·
2018 ·
2019 ·
2020 ·
2021 ·
2022 ·
2023 ·
2024 ·
2025